# Vĩnh Lộc, Cà Mau
Vĩnh Lộc là một xã thuộc tỉnh Cà Mau, Việt Nam.

## Địa lý
Xã Vĩnh Lộc có vị trí địa lý:
- Phía đông giáp xã Hồng Dân
- Phía tây giáp tỉnh An Giang
- Phía nam giáp xã Ninh Thạnh Lợi
- Phía bắc giáp thành phố Cần Thơ và tỉnh An Giang.

Xã Vĩnh Lộc có diện tích 48,47 km², dân số năm 2024 là 12.047 người, mật độ dân số đạt 248 người/km².

## Lịch sử
Năm 1958, xã Vĩnh Lộc thuộc tổng Thanh Yên, quận Phước Long.
Ngày 18 tháng 4 năm 1963, một phần đất của quận Phước Long được tách ra và hợp với một phần đất của quận Long Mỹ để thành lập thêm quận mới có tên là quận Kiến Thiện. Quận lỵ quận Kiến Thiện đặt tại Ngan Dừa, về mặt hành chánh lúc bấy giờ ấp Ngan Dừa thuộc xã Vĩnh Lộc. Phân chia hành chánh quận Kiên Thiện năm 1963, xã Vĩnh Lộc thuộc tổng Thiện Hạnh, quận Kiên Thiện.
Sau năm 1975, xã Vĩnh Lộc thuộc huyện Hồng Dân.
Ngày 20 tháng 9 năm 1975, Bộ Chính trị ban hành Nghị quyết số 245-NQ/TW về việc hợp nhất tỉnh Bạc Liêu, tỉnh Cà Mau và 2 huyện Vĩnh Thuận, An Biên (ngoại trừ 2 xã Đông Yên và Tây Yên) của tỉnh Rạch Giá sẽ hợp nhất lại thành một tỉnh, tên gọi tỉnh mới cùng với nơi đặt tỉnh lỵ sẽ do địa phương đề nghị lên.
Ngày 20 tháng 12 năm 1975, Bộ Chính trị ban hành Nghị quyết số 19/NQ về việc hợp nhất tỉnh Bạc Liêu và tỉnh Cà Mau thành một tỉnh, tên gọi tỉnh mới cùng với nơi đặt tỉnh lỵ sẽ do địa phương đề nghị lên.
Ngày 24 tháng 2 năm 1976, Chính phủ Cách mạng Lâm thời Cộng hòa miền Nam Việt Nam ban hành Nghị định số 3/NQ/1976 về việc hợp nhất tỉnh Bạc Liêu và tỉnh Cà Mau thành một tỉnh mới, lấy tên là tỉnh Bạc Liêu – Cà Mau. Xã Vĩnh Lộc thuộc huyện Hồng Dân, tỉnh Bạc Liêu – Cà Mau.
Ngày 10 tháng 3 năm 1976, Chính phủ ban hành Nghị quyết về việc thành lập tỉnh Minh Hải trên cơ sở đổi tên tỉnh Bạc Liêu – Cà Mau. Khi đó, xã Vĩnh Lộc thuộc huyện Hồng Dân, tỉnh Minh Hải.
Ngày 25 tháng 7 năm 1979, Hội đồng Bộ trưởng ban hành Quyết định số 275-CP về việc chia xã Vĩnh Lộc thành 3 xã: Vĩnh Lộc, Vĩnh Hiếu và Vĩnh Trung.
Ngày 14 tháng 2 năm 1987, Hội đồng Bộ trưởng ban hành Quyết định số 33B-HĐBT về việc giải thể xã Vĩnh Hiếu để sáp nhập vào xã Vĩnh Lộc và xã Vĩnh Trung.
Xã Vĩnh Lộc có 3.808 ha đất và 7.896 nhân khẩu.
Xã Vĩnh Trung có 4.927 ha đất và 9.820 nhân khẩu.
Ngày 6 tháng 11 năm 1996, Quốc hội ban hành Nghị quyết về việc chia tỉnh Minh Hải thành tỉnh Bạc Liêu và tỉnh Cà Mau. Khi đó, xã Vĩnh Lộc thuộc huyện Hồng Dân, tỉnh Bạc Liêu.
Ngày 25 tháng 9 năm 2000, Chính phủ ban hành Nghị định số 51/2000/NĐ-CP về việc thành lập huyện Phước Long thuộc tỉnh Bạc Liêu trên cơ sở một phần diện tích tự nhiên và dân số của huyện Hồng Dân. Xã Vĩnh Lộc trực thuộc huyện Hồng Dân.
Ngày 24 tháng 12 năm 2003, Chính phủ ban hành Nghị định số 166/2003/NĐ-CP về việc thành lập xã Vĩnh Lộc A trên cơ sở 4.237,10 ha diện tích tự nhiên và 9.314 nhân khẩu của xã Vĩnh Lộc.
Sau khi điều chỉnh địa giới hành chính, xã Vĩnh Lộc còn lại 4.651,26 ha diện tích tự nhiên và 7.486 nhân khẩu.
Tính đến ngày 31/12/2024, xã Vĩnh Lộc được có 7 ấp: Cầu Đỏ, Nhị Cầm, Sơn Trắng, Vĩnh Bình, Vĩnh Hòa, Vĩnh Thành Lập, Vĩnh Thạnh. Xã Vĩnh Lộc A có 6 ấp: Ba Đình, Bần Ổi, Bến Bào, Bình Lộc, Lộ Xe, Lộ Xe A.
Ngày 12 tháng 6 năm 2025, Quốc hội ban hành Nghị quyết số 202/2025/QH15 về việc sắp xếp đơn vị hành chính cấp tỉnh (nghị quyết có hiệu lực từ ngày 12 tháng 6 năm 2025). Theo đó, sáp nhập tỉnh Bạc Liêu vào tỉnh Cà Mau.
Ngày 16 tháng 6 năm 2025, Ủy ban Thường vụ Quốc hội ban hành Nghị quyết số 1655/NQ-UBTVQH15 về việc sắp xếp các đơn vị hành chính cấp xã của tỉnh Cà Mau năm 2025 (nghị quyết có hiệu lực từ ngày 16 tháng 6 năm 2025). Theo đó, sáp nhập toàn bộ 44,01 km² diện tích tự nhiên, quy mô dân số là 11.962 người của xã Vĩnh Lộc A vào toàn bộ 48,47 km² diện tích tự nhiên, quy mô dân số là 12.047 người của xã Vĩnh Lộc thuộc huyện Hồng Dân, tỉnh Bạc Liêu.
Xã Vĩnh Lộc có 92,48 km² diện tích tự nhiên và quy mô dân số là 24.009 người.

## Xã hội
Xã Vĩnh Lộc gồm có 8 trường:
- Trường Mầm non Hoa Hồng
- Trường Tiểu học Trần Văn Tất
- Trường Tiểu học Nhụy Cầm
- Trường THCS Vĩnh Lộc
- Trường Mầm non Yến Xuân: ấp Bến Bào
- Trường Tiểu học Ba Đình: ấp Bến Bào
- Trường Tiểu học Nguyễn Trường Tộ: ấp Lộ Xe
- Trường THCS Đoàn Thị Điểm: ấp Bến Bào.